# 8 نساء
8 نساء (بالفرنسية: 8 femmes) هو فیلم موسيقي، وفيلم كوميديا، وفيلم جريمة، وفيلم عيد الميلاد ‏، وفيلم متعلّق بالمثليين ‏ أُصدر في 2002. الفيلم من إنتاج كنال+، وسيلوليد دريمز ‏، وFidélité Productions ‏، و من إخراج فرانسوا أوزون، أما السيناريو فكان من كتابة فرانسوا أوزون، ومارينا دي فان، وروبرت توماس.

## القصة
تدور القصة حول مقتل رجل ودخول 8 نساء في دائرة المشتبه بهم، وهن زوجته، وابنتيه، وأختيه ووالدته، والطباخة والخادمة، ولوقوعهن في أزمة عزلة بسبب العواصف الثلجية التي تسببت في تعطل الهاتف والسيارة وعدم القدرة على الخروج من المنزل، يبدأن البحث بأنفسهن عن القاتلة، وخلال رحلة البحث تنكشف الكثير من الأسرار. 

## طاقم التمثيل
- دانييل داريو
- إيمانويلي بيرت
- فيرجين ليدويين
- لوديفين ساجنر
- فاني اردانت
- إيزابيل أوبير
- كاترين دينوف
- فيرمين ريتشارد

## وصلات خارجية
- 8 نساء على موقع IMDb (الإنجليزية)
- 8 نساء على موقع ميتاكريتيك (الإنجليزية)
- 8 نساء على موقع الموسوعة البريطانية (الإنجليزية)
- 8 نساء على موقع روتن توميتوز (الإنجليزية)
- 8 نساء على موقع نتفليكس (الإنجليزية)
- 8 نساء على موقع ألو سيني (الفرنسية)
- 8 نساء على موقع Turner Classic Movies (الإنجليزية)
- 8 نساء على موقع أول موفي (الإنجليزية)
- 8 نساء على موقع بوكس أوفيس موجو (الإنجليزية)
- 8 نساء على موقع فيلمافينيتي (الإسبانية)